# Horváth Oszkár
Horváth Oszkár (Budapest, 1979. január 29.) magyar digitálismédia-szakember, zenész, zenei producer, blogger, rádiós műsorvezető, a Mensa HungarIQa szervezet tagja, az Inteliza, Inc. vezetője.
A Spirit FM-en futó sikeres műsora az Önkényes Mérvadó. Szerepelt Puzsér Róbert A hét mesterlövésze című műsorában. Négy általa szerkesztett blog GoldenBlog-díjas lett, önállóan pedig nosferato és Camilo néven hiphop és house zenéket készít.

## Életpályája
Középiskolai tanulmányait a Toldy Ferenc Gimnáziumban végezte, diplomáját pedig a Budapesti Corvinus Egyetemen közgazdászként marketingkommunikáció szakirányon szerezte.
1999-ben indította társaival első blogját ÁSÉS néven, valamint a DMA256 csapatot a jó minőségű mp3 terjesztés érdekében. Közel 20 tematikus blogot indított, és számos további oldalon jelentek meg rendszeres írásai, ide tartozik a B-oldal, a Modorosblog, a Hétköznapi Helyesírás, az ÁSÉS Brigád, az Oszkárság, Mikró a burokból, a Bünti társadalmi kerekasztalblog, a BTheBest kamublog, és a Napi Vagányság tudományos trollblog. A HVG GoldenBlog négy alkalommal díjazta ezen oldalak valamelyikét a legjobbak között.
2003 óta vállalkozó, az Inteliza, Inc. nevű amerikai-magyar digitális fejlesztő vállalkozás vezetője, mellette több online vállalkozás és a FunkyMedia Kft. filmgyártó cég kreatív vezetője és résztulajdonosa. 2004 óta számos start up ötlet kivitelezésének vezetője volt mind tulajdonosként, mind mások megbízásából. Szakterülete induló elektronikus üzleti szolgáltatások tervezése és folyamatszervezése. Több mint 400 marketing célú digitális megoldás kivitelezését vezette, jelenleg is ez a foglalkozása.
Gyerekkora óta zenél, főként producerként, a 90-es évek eleje óta alkot elektronikus zenét, első sorban nosferato néven hiphop és downtempo instrumentális alapokat és reklámzenét, valamint Camilo néven house-t. Hangszeresként mint dobos és billentyűs 15 műfajban próbálta ki magát, 2010-2017 között a BeatKOHO együttes producere, zenésze és zeneszerzője volt.
Oszkár rendszeres műsorvezető-társ volt Puzsér élő előadássorozataiban, A hét mesterlövészében, a Reklámtörvényszéken, a Sznobjektívben, valamint 2015-16-ban több alkalommal a Dumaszínház színpadán A civilizáció visszavág címen futó stand up előadásban.
2014-ben a Primal Productions szervezésében Oszkártalálkozó címen élő “late night show” jellegű előadássorozata indult, előbb a KOLOR-ban, később az AnKERT-ben. Ebben egy évadon át, minden második csütörtökön 50 perc új stand up műsorral, jellegzetes fényképelemzéssel, a további 60 percben talk-show vendéggel készült, és állandó vendége volt Puzsér Róbert is. 2013-14-ben Szurdi Tamással és Szurdi Miklóssal vissza-visszatérve dolgoztak egy sitcom sorozat forgatókönyvén, amelyből végül egy nem nyilvános pilot epizód készült.
2015-ben jelentkezett a Ki Mit Tube online tehetségkutató műsor 2. évadának 10. zsűrijének, végül nem került be a TOP3-ba.
Oszkár „gyógyuló ateista” – istentudata van, tudatos istene nincs. Fontosnak tartja a döntéseket, hisz azok konzekvens következményeiben, valamint a szabad akaratban, saját magunk felelősségében, a munkában, tanulásban, tehetségben, igazságban. Fontos számára, hogy “semmi nem kötelező“, hogy minél kevesebben mondják, hogy “van, amivel nem lehet viccelni“, mert mindennel lehet. És fontos, hogy minél többen mondhassák, hogy “sose nőjünk fel!“. A Mensa HungarIQa 2003-ban sikeres tesztírást követően tagjai közé vette fel.